# Zdeněk Rón
Zdeněk Rón (23. května 1889, Vysoké nad Jizerou – 13. července 1948 tamtéž) byl vodohospodářský inženýr v Zemském úřadě, prozaik, dramatik, kulturní publicista a básník Podkrkonoší.

## Kořeny
Narodil se 23. května 1889 ve Vysokém nad Jizerou v rodině truhlářského mistra Františka Róna. Měl ještě pět sourozenců, sestru a čtyři bratry. Jeho dětství tedy formoval drsný, tvrdý horácký život, který jej naučil odvaze a vytrvalosti při zdolávání překážek, dal mu do vínku skromnost a schopnost uskrovnit se a ukázal mu v rodinné pospolitosti význam soucítění s ostatními, vždy připraveného pomoci druhým a v případě nutnosti pomoc s důvěrou očekávajícího. Rón tak byl zároveň obdařen darem vidění, schopností spatřit lidské utrpení a jeho zřídla a pomoci hledat východiska ze zdánlivě slepých uliček tvrdého osudu. Na tom mají v neposlední řadě zásluhu Rónovi rodiče, kteří přes tíživost poměrů dokázali pro svých pět synů vybojovat možnost studia, takže všichni dosáhli akademického vzdělání.
Tato životní škola jej dovedla k pochopení, že musí pro Podkrkonoší a jeho lid něco udělat. Jak a co, to mu poradil jeho literární talent, který se mohl doma opřít o otcovu písmáckou tradici a v širších, společenských souvislostech o kulturní život města (i zde ovšem působil otcův vzor, jak šířeji dokládá Jaroslav Skrbek ).
Střední školu začal studovat na reaálce v Praze na Malé Straně (1902-1905), pokračoval v Ječné ulici (1905-1906) a reálku zakončil v roce 1909 maturitou v Hradci Králové. Ve studiu pokračoval na Pražské technice, kde studoval stavební inženýrství, obor vodní stavby. V roce 1914 byl odveden do armády a v letech 1915-1918 působil jako vojenský stavební technik v Pardubicích. Po skončení války dokončil studia a v roce 1919 získal titul inženýr. Od roku 1920 až do své smrti pracoval v hydrografickém oddělení Zemského úřadu v Praze.

## Začátky
Publikovat začal už jako čtrnáctiletý – první příspěvek mu otiskli v Národních listech pod pseudonymem Zdeněk Horský. Deset let nato, 23. srpna 1913, byla ve Vysokém sehrána jeho divadelní hra Pohádka o štěstí, již napsal jako student. Směr příští tvůrčí cesty předznamenává první otištěná báseň Horácká země, pocházející z roku 1921. K témuž datu se vážou sociálně cítící verše, v nichž vzpomíná na těžký existenční boj podkrkonošského lidu.
Rónovým debutem je útlá sbírka povídek Za člověkem (1924), přípisem věnovaná rodičům. Už z ní je zřejmé, proč bývá přiřazován ke Karlu Václavu Raisovi, Antalu Staškovi či Josefu Šírovi . Na rozdíl od Raise je však jeho zobrazení horského člověka realisticky krutější, přitom však stejně jako Rais se Rón snaží objevit východisko z tíživé situace. Ukazuje, že v těžkém osudu musejí lidé hledat a najít cestu k sobě navzájem, aby obstáli. Jen to zachrání ztracence z úvodní rozměrnější povídky před sebevraždou (podobný motiv se později objeví v románu Průvan v podhoří a Od jara do jara), jen odsud mohou čerpat naději hrdinové dalších tří povídek (jejichž témata naznačují možnost vzájemného sepětí do delší dějové linky). A kdo to nepochopí, zahyne stejně jako hrdina povídky předposlední. Závěrečná próza pak jako hlavní příčinu lidského utrpení ukazuje tupou necitelnost. (V ní obsažený motiv objednávání rakve se inspiračně opírá o fakt, že rakve zhotovoval také Rónův otec.) Celá sbírka je zajímavá tím, že v ní Rón bohatě a v této míře naposled k postižení atmosféry využívá krkonošského nářečí. Kniha byla vydána nákladem Zeyerova fondu České akademie věd a umění pro podporu mladých začínajících autorů .
O něco obsáhlejší rozsahem i tematicky je povídková sbírka Proudy a přístavy (1926). Oproti předchozí je různorodější. Do čela sbírky je jako předznamenání postavena povídka konfrontující plány o budoucnosti hrdinů s jejich nečekaným tragickým koncem. Rón opět sleduje těžké lidské osudy a fandí těm hrdinům, kteří se ve jménu lidskosti rozhodují neuskutečňovat své plány na pomstu, ukojení žádostivosti ani své sny o štěstí či o cestách do světa, aby místo toho pomohli nebo aspoň neuškodili. Kdo se vzpírá osudu a chce jej obelstít za cenu ztráty cti, je potrestán. Z hlediska dalšího rozvoje Rónova díla jsou zajímavé povídky Nebezpečné ráno a Vývraty, jež sledováním vlivu válečných událostí na osudy a mravní postoje hrdinů předjímají román Průvan v podhoří. Povídka Bitva u Počátek pak zase předznamenává jednu tematickou linii románu Radost na světě. Ve sbírce najdeme také povídku, kde se v podstatě apolitický Rón zmiňuje o politických stranách. Sbírka pochází z období šťastného rodinného života Rónova, jak naznačuje jeho věnování některých povídek (ženě a dceři).
V roce 1928 podle povídky Vrah vyrobila společnost Interfilm němý film s titulky Kainovo znamení s alternativním názvem Ve spárech hříšné ženy, jehož premiéra se konala 29. 3. 1929. Scénář napsal a film režíroval Oldřich Kmínek. České titulky zpracoval a režii české verze měl Zdeněk Sirový. Roli hostinské ztvárnila Antonie Nedošinská.

## Reflexe života za 1. světové války
V letech 1928 a 1929 se Rón ohlašuje po skromných názvucích povídkových s překvapivě obsáhlou a vyspělou dvojdílnou románovou prací Průvan v podhoří. Jedná se o prožitkový válečný (1. díl Průvan v podhoří) a poválečný (2. díl Svěží den) deník podhorského člověka. Samotné válečné události 1. světové války se zde proto objevují jen jako historické pozadí, zatímco se autor soustřeďuje na líčení osudů obyvatel horské osady Třímany, kteří tu žili v poměrně klidném závětří. Přesto i sem válečný vichr zasáhl, nejen tím, že odváděl syny do válečné vřavy, ale i změnou ekonomické situace horáků, jež se odrazila i v postojích morálních. Příkladem je ústřední příběh máslaře a později hospodského Jiřiče, který se vzmohl jen dík keťasení s máslem a podporou falešných hráčů karet. Jiřiče provází postava rozšafného sedláka Klemeše, který je vylíčen jako příklad podnikavého a přitom vždy čestně jednajícího člověka. Se zájmem sledujeme debaty, při nichž Klemeš Jiřičovi radí, a uvědomujeme si, že o to asi Rónovi šlo: ukázat horalovi, jak je třeba řešit problémy, před něž jej může život postavit. Nehodlá přitom měnit společenskou realitu, nýbrž člověka, jeho postoj vůči společenské skutečnosti, již bere jako samozřejmou, danou. Tímto jsme si zatím povšimli jen jedné dějové linie, ale Rón zalidnil román řadou dalších postav, zachycených s jejich individuální i rodovou historií stejně realisticky a přesvědčivě, a zároveň se snahou vést čtenáře ke konstruktivní mravní i praktické orientaci. Některé typy přitom tematicky předznamenávají další postavy pozdějších prací. Tak např. osudem postižená Bernaska zahajuje řetěz studií zlých lidí, Horel předvádí touhu po dálkách, Spaderna je typ dobrého člověka, který dokáže svými vyprávěnkami ze života utěšit a poradit jako budoucí strýc Ondřej z knihy Jasno na horách. Boj o život v Praze studenta Pavla Jiřiče (po mravní rozepři otcem vyhozeného z domu) se plně rozvine v románu Něco vydržíme, z drobnějších putujících motivů zde najdeme schéma dvojice bratrů, z nichž jeden zůstává doma a druhý odchází do města (na studie), motiv odchodu harfenic do Ruska za obživou, a jiné.
Dialogy postav se opírají o podstatnou znalost jejich psychiky. Textem se občas mihne výraz z krkonošského nářečí, dokreslující prostředí hladce plynoucího a přitom dramaticky poutavého vyprávění, jemuž se Rón naučil už ve svých povídkách. Rón za toto dílo obdržel cenu České akademie věd a umění.

## Realita a naděje
Po románu Průvan v podhoří vrací se Rón znovu (a takto naposledy) k povídkové formě. Objemná sbírka Než bude pozdě (1931) shromažďuje opět povídky spjaté s Rónovým Podkrkonoším; z jednotlivých pečlivě sebraných kamínků životních osudů horalů skládá obraz jejich života. Co různých řešení života v horách, rozmanitých postaviček tu nalezneme: pískaře, sedláky, obchodníky, železničáře, potkáme tu řezbáře, žebráka, kůžičkáře, tuláka, minéra, muzikanta, slepce, mrzáka, sebevraha, potulného harmonikáře, poběhlici, v klíčových okamžicích jejich osudu. Smysl pro realitu nedovoluje vytvářet idealizované obrazy, prostě se odvíjí děj epizod až k jejich pointě a člověk má pocit, že slyší vyprávět, co se skutečně stalo, vzniká dojem, že Rón se inspiroval skutečnými událostmi. Zobrazuje realitu bez příkras (tak si tu našel své místo i sociálně kritický osten), ale zároveň vyhledává příběhy, v nichž může vydolovat alespoň náznak životního kladu, dát procítit smysl lidské odpovědnosti, morálky. Soustřeďuje se při tom na člověka, na postižení duševních dějů, které jsou nejniternějšími příčinami událostí vnějších. Častým motivem je téma vyrovnávání se člověka s vlastním osudem, ať je to v povídkách, které líčí lidi sudbou postižené, nebo v číslech uvažujících o přijímání dědictví těžkého údělu života v horách, nechybí ani hledání smírných řešení problémů milostných. Co všechno se podařilo Rónovi do těch drobných střípků ukrýt – generační problémy vztahu otec–syn, sny horalů o Praze, o dálkách, rozpor mezi horským venkovem a městem, sousedské neshody, bratrská řevnivost, a pokud je v moci skutečnosti nabídnout východisko, vede vyprávění k očistné pointě, v níž lidství znenadání vyvěrá, když se zdá být nejhůř. Jednotlivé motivy se objevují i v následujících románech.
Realistickou přesvědčivost nelze upřít ani komornějšímu románu Něco vydržíme (1933), příběhu horalského chlapce těžce se probíjejícího na studiích v Praze podobně jako hrdina o čtyřicet let staršího románu Viléma Mrštíka Santa Lucia. Také Rón studoval v Praze a nic nebrání tomu, abychom se domnívali, že zde Rón čerpá ze své vlastní životní zkušenosti. Na rozdíl od Róna však urputný Toníkův existenční zápas vynucený sociální nerovností končí porážkou – po smrti otce se musí vrátit domů, do hor, aby vypomohl matce a sourozencům.
V této době se Rón přiřazuje ke skupině ruralistů, jež se vytvořila kolem knižnice Hlasy země, kde také později publikuje. Programu skupiny se přiblížil již některými povídkami sbírky Než bude pozdě. Ideu návratu k rodné půdě pak rozpracoval v románu Jaro a prameny (1936; věnováno ženě). V základu ústředního příběhu leží rozhodování hrdinovo mezi městem a rodnými horami. Petr se zároveň ocitá ve dvou milostných trojúhelnících, kde volí mezi městskou a venkovskou dívkou. Skrytou hrozbu města naznačuje příběh zkaženého Rikiho, který zaviní smrt své milenky. Remarquovský motiv nemocného Françoise slouží Rónovi k předvedení myšlenky, že nadějí společnosti je dobročinnost bohatých. Happy end prózy (návrat do hor a k venkovské milé) je umožněn až náhlou smrtí Petrova bratra, který měl původně převzít rodinné hospodářství.
Rón byl občanským povoláním vodohospodářský inženýr. Ze své bohaté životní zkušenosti v tomto směru vytěžil obsáhlý román Radost na světě (1938; věnováno dceři). (Je zajímavé, že tato závažná inspirace došla využití, opomineme-li dříve zmíněnou povídku Bitva u Počátek a motiv turbíny z románu Průvan v podhoří, už jen jednou – dala ještě vznik básni Inženýr ze sbírky K pramenům.) Román je nesen optimismem nové doby: přesvědčením, že všechny sociální problémy budou rozřešeny technickým pokrokem. Právě o tom má román čtenáře přesvědčit. Dramatické napětí v něm vzniká střetáním starého myšlení s novým. Mladý inženýr vytipuje pro hráz budoucí elektrárny místo spjaté pověrou s hrozbou trestu tomu, kdo se je pokusí svým zásahem znesvětit. V blízkém Hučinci žijí ještě příbuzní těch, kdož byli Čertovou skálou “potrestáni” za svou troufalost, a tak se brzy polarizují síly pro a proti elektrárně, pro a proti pokroku, který slibuje lepší život, ale zároveň hrozí zrušením starých, zavedených pořádků. Nejdříve je třeba přesvědčit zúčastněné o prospěšnosti podniku pro horaly. Přesto však práce začínají v atmosféře, kdy opozice je připravena přičíst každé neštěstí za vinu “svatokrádežným” budovatelům elektrárny. Tato scéna dává Rónovi možnost rozehrát řadu dramaticky se vyvíjejících dějových linií, jež vedle postižení řady typů možných postojů vůči elektrárně a industrializaci zároveň tematicky pokrývají všechny možné aspekty budování elektrárny a umožňují čtenáře nejen zaujmout, ale i poučit. Rón zde vytvořil řadu postav a většině z nich přisoudil nějaký příběh. Milostný příběh inženýra Víši a Anuše je provázen příběhem žárlícího Ondřeje a paralelně s budováním elektrárny vede až k optimistickému zakončení románu. Své příběhy mají i přívrženci elektrárny – pro pokrok zapálený nemocný tkadlec Rejmon, zprvu nesouhlasící učitel Brutar, při stavbě zmrzačený Lipen (jemuž v těžkém osudu pomůže solidarita přátel). S nimi se prolínají příběhy odpůrců elektrárny – Zadlabilův, stárkův a Piskačův (který je další Rónovou studií zlého člověka), z nichž každý se musí vyrovnat s novou skutečností – a ti nejsveřepější při tom sami sebe svými činy odsoudí k nejhoršímu.
Román nachází východisko z tíživých sociálních poměrů horského lidu v technickém pokroku. Zdařilá forma i optimismus zřejmě přispěly k tomu, že byla románu 1. května 1939 přiřčena Baťova literární cena .

## Okupace
Další Rónův román, Muži ve vichřici, vychází už za okupace (1940), ale pokračuje ve snahách, jež známe z děl napsaných za 1. republiky: také v něm hledá Rón východiska z nepříznivých sociálních podmínek horalů a zde se je snaží najít v dosud neodhalených, neuvědomených vnitřních možnostech podhoří. Bylo by chyba domnívat se, že Rón na změněnou politickou situaci nereagoval. Jak je uvedeno dále, opak je pravdou. V tomto patrně předválečném světě románu (protože konkrétní historické události, okupace, nemohly dojít realistického zobrazení) však za ohlas doby můžeme pokládat jedině název románu a vývoj děje ke konstatování, že i ve vichřici dokážou muži obstát.
Rón si v románu dal za cíl přesvědčivě ukázat, kdo a jak dokáže hospodářsky pozvednout podhoří. Jeho řešení spočívá v předpokladu, že ti, kdož z hor vzešli, byli schopní a zbohatli, se mají v roli investujících mecenášů vrátit – mohou financovat např. výstavbu sanatorií, či hotelů a letovisek. Román je rozdělen do dvou částí. V první části hrdina Ivan Ješek hledá, kde by sehnal peníze na vykoupení někdejšího domova – hospody ve Slunečné, a nejen že se mu podaří prodat s nečekaným ziskem obraz svého přítele, ale navíc se tak setká s lidmi, kteří jsou ochotni a rozhodnou se investovat ve Slunečné. Dramatická výstavba druhé části je pak založena na ohrožení plánů se Slunečnou spekulantem Lumkem, který je nakonec poražen vlastní zbraní – Ivan jej nechá při karbanu zruinovat partou falešných hráčů, svých známých.
Román charakterizuje touha po optimistickém řešení. Nejpřesvědčivější jsou ale záporné postavy (zlý Lumek, nepřizpůsobivý Tarant).
Za okupace (od r. 1940 do r. 1944) vydal ještě dalších osm titulů, tedy v podstatě stejný počet, jako mu jich vyšlo od r. 1924 do r. 1938. V čem lze hledat příčinu tohoto rozhojnění tvorby? Rón patrně pochopil, že nemá smysl psát do šuplíku v době pro český národ tak těžké, že je třeba lidi povzbuzovat. Takový smysl mají skoro všechna jeho díla vydaná za okupace.

### K pramenům
Jeho básně ze sbírky K pramenům (1940) vypadají jako lyrika inspirující se horskou přírodou. Věnování Josefu Knapovi by mohlo naznačovat, že jde o tvorbu v rámci ruralismu a název sbírky že evokuje autorův návrat do hor, ke zdrojům jeho osobnosti. Některé básně přitom rozvíjejí motivy z dřívějších prací, název sbírky přímo odkazuje k románu Jaro a prameny. Téma pramenů se jako symbol v řadě básní promítá v mnoha významových, metaforických rovinách. Jednou Rón hovoří o pramenech svého já, o horách, jež jej zformovaly, jindy o zdrojích životní naděje, zvláště na jaře, kdy prameny znovu ožívají a s nimi i celá příroda, nebo zase shledává, že řeky “dolní země” pramení v horách, a tak se báseň od básně význam slova “pramen” prohlubuje a my vidíme, že do čela sbírky bylo postaveno oprávněně. S prameny se tu objevují hory a mění se v symbol výšin, k nimž s úsilím člověk směřuje, objevuje se protiklad země horní a dolní, těžký život na horách však nachází svou paralelu i dole, ovšem Praha a daleké obzory dál zůstávají zdrojem touhy, snů a naděje. Tak přírodní popisy dostávají další, lidský rozměr, druhý význam metaforicky vypovídající o životních hodnotách. Po noci nebo zimě přichází den nebo jaro a odsud lze čerpat naději i pro zvládnutí těžkých chvil v životě – Rón klade čtenáři před oči obraz mostu po povodni, který se nedal, držel a vydržel… A nesmíme zapomenout ani na další rozměr, který sbírce dává i v ní obsažená kouzelná lyrika milostná.
Tyto verše mají svůj význam i mimo konkrétní historické souvislosti, mají všeobecně lidskou platnost, ale čtenář za okupace v nich nacházel ještě víc: posilu a naději v těžké době temna. Právě proto umístil na začátek sbírky báseň Ty svá, ty má, ty naše! – apoteózu vlasti, vyznání lásky rodné zemi. Proto zde nacházíme básně připomínající význačné postavy české kultury – Boženu Němcovou, Antonína Sovu, Karla Hynka Máchu, to oni, jejich knihy jsou prameny, z nichž lze pít “za žárů poledních”, ve chvílích pomnichovské beznaděje. Ostatně verše celé sbírky lze pokládat za jinotajné (metaforicky se vztahující k protektorátní skutečnosti).

### Jasno na horách
V roce 1940 vyšel také román Jasno na horách a vzápětí se dočkal dalších vydání. Příhody strýce Ondřeje měly úspěch, o jejich hrdinu byl zájem, což určitě souviselo s tím, že pro jeho autora zaujímal strýček Ondřej v plejádě postav, jimiž je jeho dílo zalidněno, zvláštní a klíčové místo: Rón si uvědomil, že právě k tomuto hrdinovi, po řadě náznaků v předchozích prózách, směřovala jeho tvorba, že strýček Ondřej se stal ztělesněním ideálu člověka, o jaký Rón usiloval i svým životem. Takový smysl má jeho vyznání (jež dokládá Jindřich Hybler), že sám by chtěl být strýčkem Ondřejem.
Strýček Ondřej představuje dobrého ducha Krkonoš. Nikoli bytost nadpřirozenou, ale člověka z masa a kostí s tuhým horáckým kořínkem, zapuštěným hluboko do kamenité půdy rodného kraje. Člověka, který v horách vyrostl, zná je, dovede v jejich drsných podmínkách žít, neleká se nesnází, umí je s přehledem zvládat. A to hlavní: smysl svého života našel v pomoci druhým, ať jsou postiženi nepřízní osudu, nebo špatnými činy zlých. Strýček Ondřej dokáže s humorem vždy najít východisko. Zkrátka strýc Ondřej je ten, koho Rón celým svým dílem i životem hledal: dobrý člověk, který rozumí lidem, chce a dovede jim pomoci a ví si vždy rady. Víra v dobro je poselstvím, které nese jak svým současníkům, tak i dnešku a nám všem.
Strýc Ondřej natolik Róna zaujal, že věnoval úvodní kapitolu, nepoměrně obsáhlejší než ostatní, téměř kronikářskému vylíčení Ondřejova původu, aby zachytil i ty nejdrobnější pramínky a zdroje, z nichž se zformovala osobnost tak žádoucí. Rón tím, zdá se, i dokládal, že takový člověk jako strýc Ondřej je možný, že jeho literární postava je jen odleskem lidí skutečných.
Po této realistické expozici následuje řetěz lehce a s humorem vyprávěných příhod, v nichž ústřední roli vždy hraje zásah strýce Ondřeje, který překvapivě prostě a samozřejmě roztíná gordické uzly spletené zlými lidmi či osudem. Ondřejovy příběhy zaujaly protektorátního čtenáře svým nezdolným optimismem, humorem, který dokázal přesvědčit, že zlo může být vytrestáno a dobro může zvítězit, stačí se jen poučit z Ondřejovy moudrosti a jednat. Nebylo myslím bez významu a mohlo mít symbolický smysl, že Rón na závěr knihy povolává právě Žida, aby ten označil a zesměšnil posledního z potrestaných darebáků.
Rázovitá postava poctivého horala Ondřeje byla Rónovi natolik blízká, že napsal ještě pokračování Ondřejových příhod Od jara do jara, jež vyšlo v r. 1942. Opět jsme svědky realisticky líčeného života horalů (jak jej známe už z Rónových povídek) a pomocných zásahů Ondřejových. Strýc Ondřej se zároveň projevuje jako dovedný vypravěč příhod ze života.

### Větrov
Podobně jako jiný podkrkonošský spisovatel, Jan Weiss, věnoval Rón také jeden svůj román, vydaný za okupace, svému rodišti, kterým se v práci inspiroval. Rón ve svém románu Větrov (1941) vychází z kronikářských zápisů o požáru Vysokého nad Jizerou v r. 1834. V rámci příběhu rodiny Karlíčka Habrovce (příběh tvoří svou kronikářsky zpracovanou částí také expozici) sleduje Rón řadu osudů pohořelých, jejich úsilí o znovuvybudování vypáleného Větrova. Rón ukazuje, jak tragická situace vedla k vyburcování toho nejlepšího v lidech, ke vzniku vědomí sounáležitosti a snaze vzájemně si pomoci, k mobilizaci všech sil na udržení a obnovení života ve Větrově. Heslo “Byli jsme a budeme!”, dodávající naději nevzdávajícímu se společenství Větrovských, chce posílit také protektorátního čtenáře a ukázat mu, že i v tíživé společenské situaci lze pomýšlet na lidský život, pokud se lidé solidárně semknou. Přesvědčení, že co nezvládne jedinec, zmůže lidská pospolitost, tu zaznívá podobně jako v První partě Karla Čapka. Své smysluplné místo zde mají i motivy Ruska, které se pro Habrovcovu dceru, budoucí harfenici, stává příslibem lepší budoucnosti.

### Další práce
V roce 1942 vychází Rónova divadelní hra Očistec, poctěná I. cenou v Dramatické soutěži Máje. Její dramatičnost je postavena na zápletce vycházející z příchodu utajené nemanželské dcery do domácnosti jejího otce sedláka Kristena. Ke smírnému vyřešení možných konfliktů dochází dík suverénnímu zvládnutí situace chápající Kristenovou ženou. Z hlediska zamýšleného působení textu za okupace je zajímavá zřetelně se vydělující pasáž, v níž v závěru hry jedna z postav promlouvá, zdá se, slovy, jež měla posílit protektorátního diváka:
| „ | Jo, lidi jsou na světě tuze často jiní, než si o nich myslíme. Obyčejně se říká, že horší. Ku příkladu i jen mrknout do novin, do všelijakých těch různých zpráv, a člověk aby věřil, že je to tu jen kreminál a peklo. Ale být trochu zvědavější a nakouknout nejen do novin a do lidských řečí, ale i do samotných lidí, pozorně, rozšafně do nich nakouknout, á, pane, najdeš nejen Věřiny maminky a Věry, ale i takové panímámy Kristenové, ať už zatím zůstanu jen u téhle trojice. Jenže, jak říkám, musí se nakouknout a dokouknout. | “ |

Hra byla po válce 30. května 1949 uvedena při příležitosti odhalení pamětní desky Zdeňku Rónovi, a patrně mohla být v nově nastalé situaci po únoru 1948 hrána právě proto, že citovaná pasáž, zejména pak v Rónově případě, byla opět aktuální.
Rámcová novela Z ruky do ruky (1943) spojuje motivem putující tisícikoruny řadu lidských příběhů; podobně byly např. do textu Od jara do jara řazeny vyprávěnky strýce Ondřeje nebo už do Průvanu v podhoří příběhy z úst Spadernových. Co do rozměru je výjimkou příběh úvodní, který zabírá polovinu knihy. Rón se v něm soustřeďuje na zachycení duševního světa zlého člověka. Ostatní příběhy jsou drobnější co do rozsahu i významu. Rón v nich postihuje některé typy vztahu k penězům a přitom kreslí rozmanité lidské charaktery.
Rónova okupační tvorba pokračuje útlou prací Přítel nejvěrnější (1944). Její hrdinové jsou dva: dobrý člověk Rydval, a ten nachází smysl života v péči o malého Mašulku, kterého sledujeme od narození přes první slova a krůčky až k prvním setkáním se zlem. Rydvalovy a Mašulkovy příhody nepřímo ukazují, kde hledat útočiště, klid a mír v rozkotaném světě a oč v něm má smysl usilovat.
Poslední Rónovým románem je Září (1944). Rón v něm staví dobrého člověka (jako v Očistci je to opět žena) proti lidem zlým a dává z jejich střetu vyjít vítězně nesobeckému, obětavému, nezáludnému, čistému lidství. Román se soustřeďuje na psychiku postav, jež líčí v jejich nejhlubších, nejjemnějších a nejskrytějších kořenech, ať je to původ, vliv rodiny a výchovy, osudné životní zážitky, či pudová a citová určenost charakteru.
Mladý Václav Málek se jako učitel vrací do hor, kraje, v němž vyrostl jeho otec, a aniž to tuší, stává se tím aktérem dramatu kdysi rozehraného mezi násilníkem Ramešem a Málkovým otcem. Pro Václava se najde světnička u Jányšů. Jányšová, bezdětná v manželství s podivínem Jányšem, přijímá osiřelého Václava jako syna a nachází v péči o něj smysl života. Tím se ale dostává do zorného pole mstivého Rameše a s ním spolčené Pejskarky (podobný tandem nacházíme už v práci Z ruky do ruky), kteří se snaží poštvat Jányše proti jeho ženě a Václavovi. Na tomto dějovém schématu zakládá Rón dramatické napětí své prózy a cílevědomě je stupňuje až do závěrečné pointy, kdy Jányš pochopí, jak se věci mají, a Rameš zjistí, že svůj život, založený na touze pomstít se za zmrzačení, prohrál.
Příběh se odehrává na pozadí horské přírody, na půdě horské osady. Realisticky líčené prostředí, postavy i děj umocňují jeho přesvědčivost, takže závěr, v němž zlo je v zápase s dobrem poraženo, dodává v době okupace víru, že jakékoli vítězství zla je dočasné.

## Po 2. světové válce
Co si myslí o okupaci, může Rón otevřeně říci až po válce. Je možná trochu paradoxní, že oproti prózám z protektorátního údobí se vyslovuje dílem tak malého rozsahu, jako je povídka PMP a tři hvězdy (1946). A možná právě znovunabytá svoboda je příčinou: teď už není třeba lid posilovat, dodávat mu víru v budoucnost, odvahu bojovat. Je-li tu místo pro nějaký úkol, pak je to potřeba dát nastupující generaci srozumitelnou zprávu o těžké době českého národa a ukázat jí, jak bylo třeba se v takových chvílích chovat. Splnit tento úkol se podjala právě próza PMP a tři hvězdy.

## Epilog
Po románu Větrov plánoval Rón podle Jindřicha Hyblera třídílný román čerpající z historie Semil, smrt mu však znemožnila záměr uskutečnit. Jako každoročně o dovolené přijel i v létě 1948 do rodného Vysokého nad Jizerou, kde 13. července 1948 zemřel a je zde také pohřben.

## Dílo
- Za člověkem, Praha, Fond Julia Zeyera při České akademii věd a umění, 1924. Bibliotéka Fondu Julia Zeyera, č. 26[4]
- Proudy a přístavy, Turnov, Müller a spol., 1926. Sever a východ, sv. 7
- Průvan v podhoří, Turnov, Müller a spol., 1928. Sever a východ
- Svěží den (románu Průvan v podhoří díl II.), Turnov, Müller a spol., 1929. Sever a východ, sv. 30
- Než bude pozdě, Praha, Jos. R. Vilímek, 1931. Vilímkova knihovna, sv. 284
- Nikoliv nejmenší, Hradec Králové, Ing. Em. Hrubý, 1933
- Něco vydržíme. Román, Praha, Československá grafická unie, 1933
- Jaro a prameny. Román, Praha, Novina, 1936. Knihovna Hlasy země, sv. 5
  - 2. vyd. Praha, Novina, 1937. Knihovna Hlasy země, sv. 5
- Radost na světě. Román, Praha, Novina, 1938. Knihovna Hlasy země, sv. 16
- Jasno na horách. Romance o lidech svého věku, Praha, Nakladatelské družstvo Máje, 1940 [10]
  - 3. vyd. Praha, Nakladatelské družstvo Máje, 1941
  - 4. vyd. Praha, Nakladatelské družstvo Máje, 1941. Světový Literární Klub
- K pramenům. Verše, Praha, Josef Krbal, Lázně Bělohrad, 1940
- Muži ve vichřici. Román, Praha, Pražská akciová tiskárna, 1940. Knihy Nakladatelství Pražské akciové tiskárny, sv. 21
- Větrov. Román, Praha, Novina, 1941. Edice Hlasy země, sv. 31, 2. vyd. Blatná, 1949 [11] [12]
- Očistec. Hra o třech dějstvích, Praha, Nakladatelské družstvo Máje, 1942. Divadelní knihovna Máje, sv. 148
- Od jara do jara. Román, Praha, Nakladatelské družstvo Máje, 1942 [13]
- Z ruky do ruky. Román, Praha, Pražská akciová tiskárna, 1943
- Přítel nejvěrnější, Blatná, Jihočeské nakladatelství Bratří Římsové, 1944
- Září. Román, Třebechovice pod Orebem, Antonín Dědourek, 1944, Dotisk 1945
- PMP a tři hvězdy, Praha, Orbis, 1946. Bojovníci, sv. 16

### Film
- 1929 - Kainovo znamení (Ve spárech hříšné ženy), němý film, scénář a režie: Oldřich Kmínek, vyrobil Interfilm, premiéra 29. 3. 1929. České titulky zpracoval a režii české verze měl Zdeněk Sirový. Hráli: Václav Norman, Josef Šváb-Malostranský, Antonie Nedošinská, Anita Janová, Egon Thorn, Bronislava Livia.

### Rozhlasová hra
- Kamarádi z Rohozné, Uvedena v červnu 1947 (V rukopisné pozůstalosti pod titulem Kamarádi z Rohorné)